# Панайот Константинов
Панайот Константинов Стоянов е български политик, стопански деец, бивш кмет на Русе.

## Биографични данни
Роден е на 15 август 1869 г. в град Търново. След това баща му е убит от турците и той остава сирак. След завършване на класното училище в града опитва различни занаяти и известно време работи в Свищов. След отбиване на военната си повинност се установява в Русе, където проявява стопанската си инициативност. В сътрудничество с други русенци създава фабрика за растителни масла, а след това и фабрика за химически изделия. Първите успехи го амбицират и той става инициатор за образуване на акционерно дружество, което изгражда голяма текстилна фабрика „Постоянство“ (по-късно завод „Вела Пискова“, а сега „Ирис“). П. Константинов се утвърждава като един от водещите стопански дейци и е избран за подпредседател на Търговско-индустриалната камара в Русе. Занимава се и с благотворителност. Като известен общественик многократно е избиран за общински съветник и на два пъти е кмет на Русе.

## Първи кметски мандат
Още в началото на кметуването си издава специална заповед, в която ясно формулира изискванията към подчинените си. Там се конкретизират задълженията на всеки, за да може да се търси и лична отговорност за несвършена работа, включително и неполучаване на заплата. Това естествено води до повишаване ефективността на работата на общината при обслужване на гражданите и подобряване събираемостта на данъците. Основната част от средствата са насочени към благоустрояване, макар и да става въпрос за завършване на започнати вече обекти. Това са: поставяне на трайни настилки (шосиране и павиране) на главните улици и входно-изходни артерии, поставяне на бордюри, направа на тротоари. Общината се опитва да степенува нуждите и да балансира между центъра и периферията. Приема се специална програма за направа на калдъръми и поставяне на улични фенери в крайните квартали.
С активното участие на общината усилено се изгражда лиманът (зимното пристанище) и кейовата стена.
По настояване на П. Константинов се анулира договорът и се конфискува залогът на австрийската фирма, ангажирана с водоснабдяването на Русе. Заради този договор и несвършена работа си подава оставката предишния кмет Христо Стоянов.
Независимо от старанието си негативите от управлението на предишния кмет и това на Демократическия сговор се трупат на негова сметка. Раздвоението в групата на Сговора в общината също спомагат за бламирането му.

## Втори кметски мандат
При втория си мандат Панайот Константинов е доста по-сдържан. Върху дейността му оказва влияние и загубата на неговите съпартийци на парламентарните избори през юни 1931 г. и установяването на власт на новото правителство на Демократическата партия. Започналата Световна икономическа криза довежда до проблеми с изхранването на населението на града. Потиснат и изнервен и от дистанцирането на централната власт от проблемите на града той подава оставка.
Умира след напускането на кметския пост на 7 юли 1933 година.